# Earias lacticolor
Earias lacticolor är en fjärilsart som beskrevs av Barend J. Lempke 1966. Earias lacticolor ingår i släktet Earias och familjen trågspinnare. Inga underarter finns listade i Catalogue of Life.